# Kirchbach (Kärnten)
Kirchbach (Cirkno) ist eine Marktgemeinde mit 2492 Einwohnern (Stand 1. Jänner 2024) im Bezirk Hermagor in Österreich im Bundesland Kärnten.

## Geographie
Die Gemeinde liegt im Oberen Gailtal (Ziljska dolina) zwischen den Gailtaler Alpen im Norden und den Karnischen Alpen im Süden, die zugleich die Staatsgrenze zu Italien bilden.

### Gemeindegliederung
Die Gemeinde ist in die vier Katastralgemeinden Grafendorf, Reisach, Kirchbach und Waidegg gegliedert. Das Gemeindegebiet umfasst folgende 31 Ortschaften (in Klammern Einwohnerzahl Stand 1. Jänner 2024):
- Anraun (1)
- Bodenmühl (6)
- Forst (26)
- Goderschach (59)
- Grafendorf (Kneža) (549)
- Griminitzen (Grm(ov)nica) (37)
- Gundersheim (266)
- Hochwart (16)
- Katlingberg (3)
- Kirchbach (Cirkno) (503)
- Krieben (2)
- Lenzhof (10)
- Oberbuchach (17)
- Oberdöbernitzen (Debrevnica) (45)

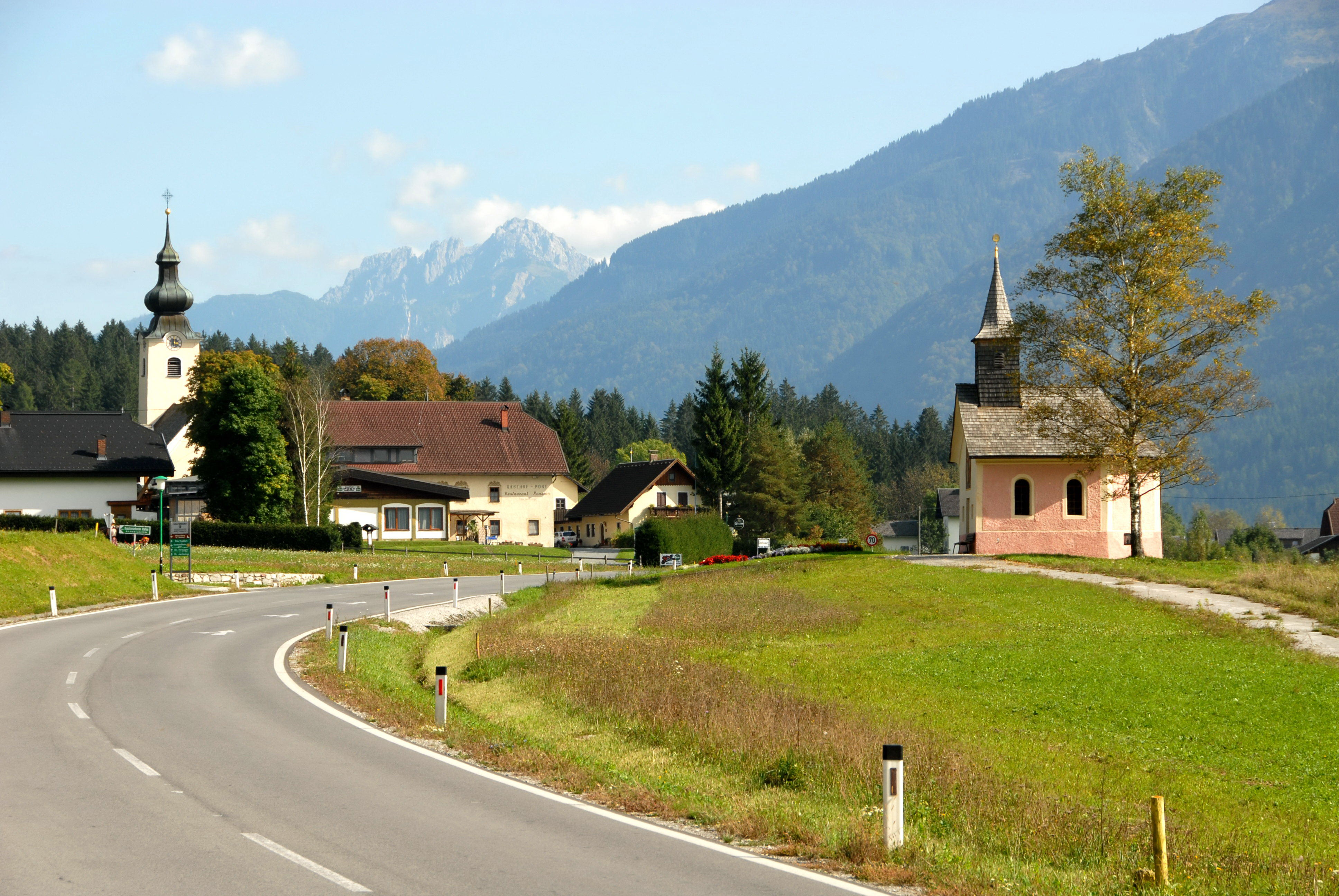
Grafendorf

- Rauth (Rut(e)) (6)
- Reisach (Riže) (347)
- Reißkofelbad (16)
- Rinsenegg (2)
- Schimanberg (23)
- Schmalzgrube (12)
- Schönboden (5)
- Staudachberg (7)
- Stöfflerberg (13)
- Stranig (Stranik) (90)
- Tramun (7)
- Treßdorf (182)
- Unterbuchach (6)
- Unterdöbernitzen (19)
- Waidegg (Baidek) (205)
- Wassertheurerberg (5)
- Welzberg (7)

### Nachbargemeinden
| Berg    | Greifenburg                                 | Gitschtal               |
| Dellach | Kompassrose, die auf Nachbargemeinden zeigt | Hermagor-Pressegger See |
|         | Paularo                                     |                         |

### Klima
|                        | Jan  | Feb  | Mär  | Apr  | Mai  | Jun  | Jul  | Aug  | Sep  | Okt  | Nov  | Dez  |   |      |
| Mittl. Temperatur (°C) | −4,2 | −1,7 | 3,0  | 7,3  | 12,4 | 15,9 | 17,8 | 17,2 | 12,9 | 8,1  | 1,6  | −3,1 | ⌀ | 7,3  |
| Mittl. Tagesmax. (°C)  | 1,6  | 4,9  | 9,8  | 14,0 | 19,3 | 22,7 | 24,9 | 24,3 | 19,8 | 14,3 | 6,8  | 1,6  | ⌀ | 13,7 |
| Mittl. Tagesmin. (°C)  | −8,2 | −6,3 | −2,0 | 2,0  | 6,5  | 10,0 | 11,7 | 11,5 | 8,0  | 4,1  | −1,6 | −6,3 | ⌀ | 2,5  |
|                        |      |      |      |      |      |      |      |      |      |      |      |      |   |      |
| Niederschlag (mm)      | 53   | 47   | 77   | 103  | 123  | 126  | 148  | 150  | 141  | 171  | 168  | 89   | Σ | 1396 |
|                        |      |      |      |      |      |      |      |      |      |      |      |      |   |      |
| Luftfeuchtigkeit (%)   | 66,0 | 51,2 | 47,1 | 47,3 | 48,5 | 48,3 | 46,9 | 48,4 | 52,0 | 57,8 | 66,4 | 74,3 | ⌀ | 54,6 |

| −8,2 |

| −6,3 |

| −2,0 |

| 2,0 |

| 6,5 |

| 10,0 |

| 11,7 |

| 11,5 |

| 8,0 |

| 4,1 |

| −1,6 |

| −6,3 |

| −8,2 |

| −6,3 |

| −2,0 |

| 2,0 |

| 6,5 |

| 10,0 |

| 11,7 |

| 11,5 |

| 8,0 |

| 4,1 |

| −1,6 |

| −6,3 |

## Geschichte
Im Gailtal wurde schon seit dem 4. Jahrhundert v. Chr. Bergbau betrieben. Um 15 v. Chr. besetzten die Römer das Gebiet und die damalige, zwischen den heutigen Ortschaften Reisach und Gundersheim gelegene Stadt Troi Risa war ein bedeutender Umschlagplatz des Metallhandels; die Stadt wurde angeblich um das Jahr 470 durch einen Bergsturz des Reißkofels verschüttet.
Der für die heutige Gemeinde namensgebende Hauptort Kirchbach entstand um die Kirche St. Martin, die wohl schon in der Zeit um 1070/1140 durch den Patriarchen von Aquileja, der hier bis ins 18. Jahrhundert Ordinariatsrechte ausübte, aus dem Sprengel der Mutterpfarre St. Daniel ausgegliedert und verselbständigt worden ist. Die kleine, heute weitgehend zerstörte Burg Waidegg oberhalb des gleichnamigen Ortes war im Lehensbesitz von 1288 erstmals genannten Ministerialien der Grafen von Görz-Tirol. Weitere Edelsitze auf dem heutigen Gemeindegebiet waren der Fronthurm in Reisach und der Thurnhof in Kirchbach.
1525 gehörte Oberkärnten zur Grafschaft Ortenburg und wurde bis 1848 von den Fürsten von Porcia verwaltet.
Ab 1850 wurden in Kärnten die Ortsgemeinden gebildet. Auf dem heutigen Gemeindegebiet konstituierten sich mit Kirchbach, Reisach (Reisach und Grafendorf) und Weidegg (erst ab 1957 in Waidegg umbenannt) drei eigenständige Ortsgemeinden. 1964 wurde Waidegg an die Gemeinde Rattendorf angeschlossen, bevor im Zuge der Gemeindestrukturreform 1973 die heutige Großgemeinde Kirchbach durch den Zusammenschluss von Kirchbach, Reisach und der Katastralgemeinde Waidegg entstand. Dieser wurde 1997 das Recht zur Führung der Bezeichnung Marktgemeinde zuerkannt.
Im Ersten Weltkrieg war das Gailtal Teil der Front zwischen Österreich und Italien, woran heute noch sichtbare Schützengräben sowie Heldenfriedhöfe und Kriegerdenkmäler erinnern. Auch die Gailtalbahn wurde im Verlauf des Kriegs zur Beförderung von Kanonen durch das Gemeindegebiet hin verlängert.

### Bevölkerungsentwicklung
Zum Zeitpunkt der Volkszählung 2001 hatte Kirchbach 2.881 Einwohner, davon besaßen 97,2 % die österreichische und 1,2 % die deutsche Staatsbürgerschaft. 70,6 % der Bevölkerung bekannte sich zur römisch-katholischen, 27,7 % zur evangelischen Kirche und 0,7 % sind islamischen Glaubens. 0,7 % gaben kein religiöses Bekenntnis an.

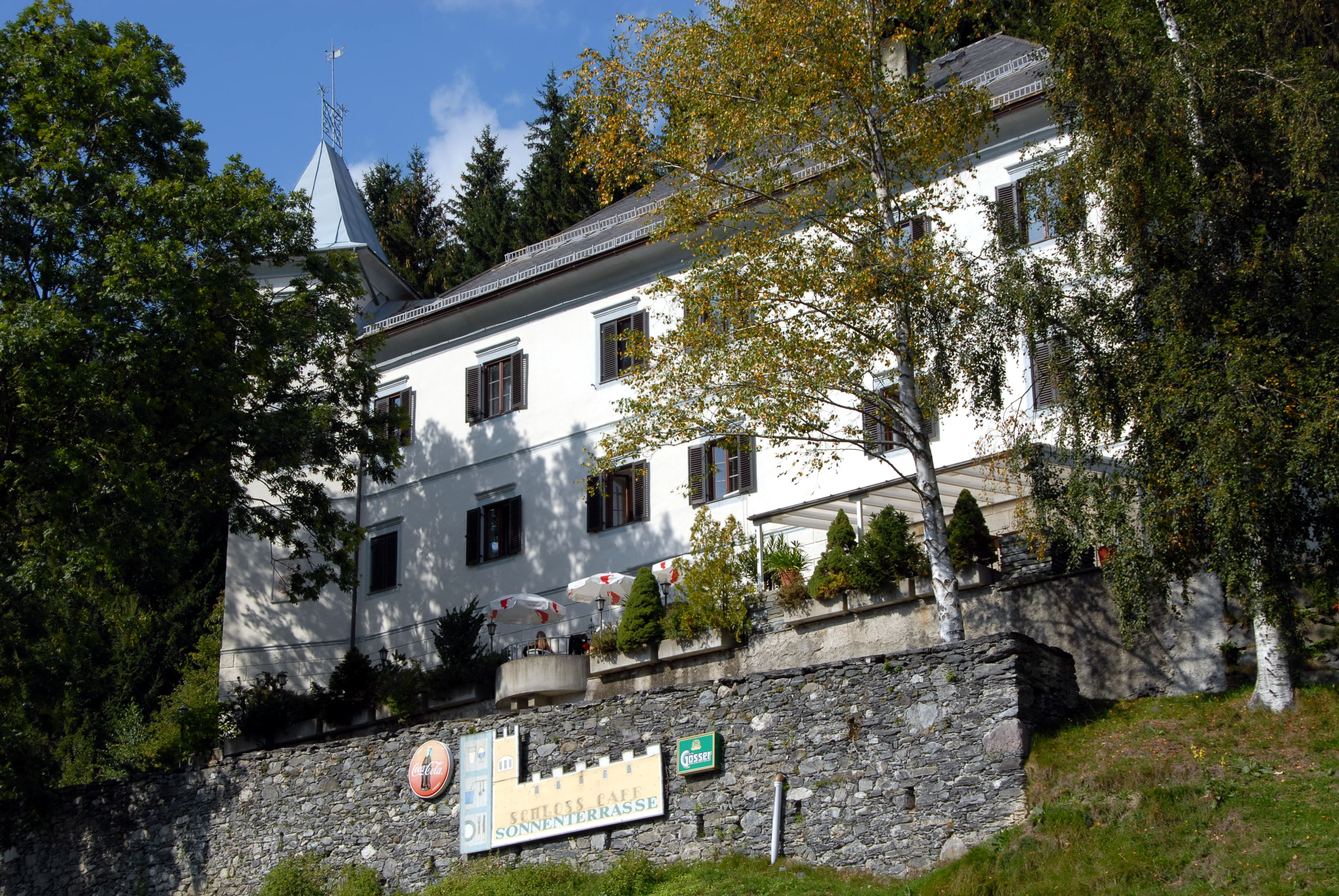
Schloss Thurnhof in Kirchbach

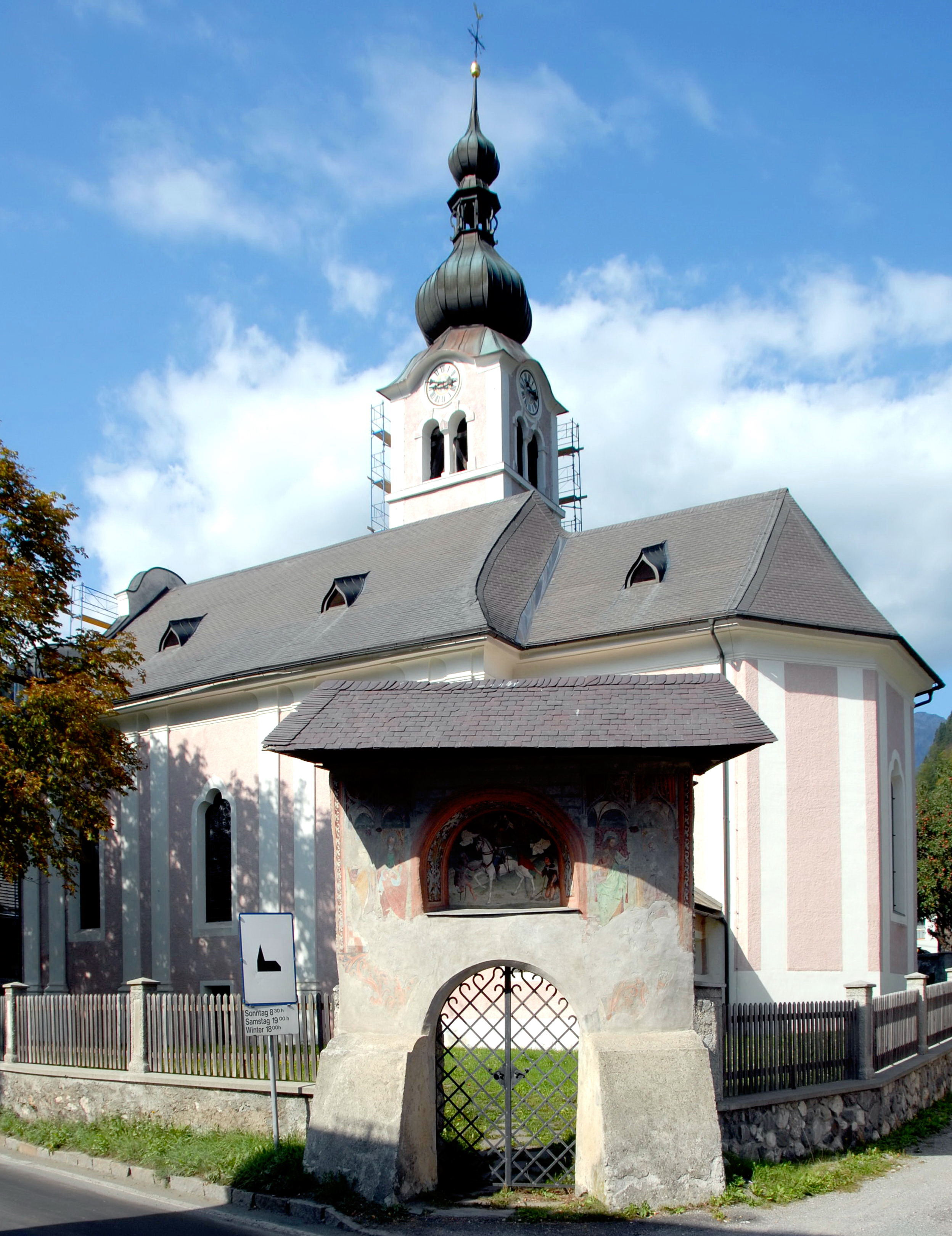
Pfarrkirche in Kirchbach

| Kirchbach: Einwohnerzahlen von 1869 bis 2024        | Kirchbach: Einwohnerzahlen von 1869 bis 2024 | Kirchbach: Einwohnerzahlen von 1869 bis 2024 | Kirchbach: Einwohnerzahlen von 1869 bis 2024 | Kirchbach: Einwohnerzahlen von 1869 bis 2024 |
| --------------------------------------------------- | -------------------------------------------- | -------------------------------------------- | -------------------------------------------- | -------------------------------------------- |
| Jahr                                                |                                              |                                              |                                              | Einwohner                                    |
| 1869                                                | 1869                                         |                                              | 2.286                                        | 2.286                                        |
| 1880                                                | 1880                                         |                                              | 2.252                                        | 2.252                                        |
| 1890                                                | 1890                                         |                                              | 2.231                                        | 2.231                                        |
| 1900                                                | 1900                                         |                                              | 2.180                                        | 2.180                                        |
| 1910                                                | 1910                                         |                                              | 2.250                                        | 2.250                                        |
| 1923                                                | 1923                                         |                                              | 2.408                                        | 2.408                                        |
| 1934                                                | 1934                                         |                                              | 2.477                                        | 2.477                                        |
| 1939                                                | 1939                                         |                                              | 2.437                                        | 2.437                                        |
| 1951                                                | 1951                                         |                                              | 2.763                                        | 2.763                                        |
| 1961                                                | 1961                                         |                                              | 2.878                                        | 2.878                                        |
| 1971                                                | 1971                                         |                                              | 2.975                                        | 2.975                                        |
| 1981                                                | 1981                                         |                                              | 2.858                                        | 2.858                                        |
| 1991                                                | 1991                                         |                                              | 2.850                                        | 2.850                                        |
| 2001                                                | 2001                                         |                                              | 2.881                                        | 2.881                                        |
| 2011                                                | 2011                                         |                                              | 2.671                                        | 2.671                                        |
| 2021                                                | 2021                                         |                                              | 2.525                                        | 2.525                                        |
| 2024                                                | 2024                                         |                                              | 2.492                                        | 2.492                                        |
| Quelle(n): Statistik Austria, Gebietsstand 1.1.2021 |                                              |                                              |                                              |                                              |

## Kultur und Sehenswürdigkeiten
- Schloss Thurnhof
- Pfarrkirche Kirchbach
- Pfarrkirche Grafendorf
- Pfarrkirche Reisach
- Pfarrkirche Waidegg
- Evangelische Kirche Treßdorf
- Filialkirche Reisach

## Wirtschaft und Infrastruktur

### Wirtschaftssektoren
Von den 265 landwirtschaftlichen Betrieben des Jahres 2010 waren 53 Haupt- und 185 Nebenerwerbsbauer, 3 Betriebe wurden von Personengemeinschaften und 24 von juristischen Personen geführt. Im Produktionssektor arbeiteten 246 Erwerbstätige in der Bauwirtschaft, 70 im Bereich Herstellung von Waren und 3 in der Energieversorgung. Die wichtigsten Arbeitgeber des Dienstleistungssektors waren die Bereiche soziale und öffentliche Dienste (106), Beherbergung und Gastronomie (60) und der Handel (48 Mitarbeiter).
| Wirtschaftssektor            | Anzahl Betriebe | Anzahl Betriebe | Anzahl Betriebe | Erwerbstätige | Erwerbstätige | Erwerbstätige |
| Wirtschaftssektor            | 2021            | 2011            | 2001            | 2021          | 2011          | 2001          |
| ---------------------------- | --------------- | --------------- | --------------- | ------------- | ------------- | ------------- |
| Land- und Forstwirtschaft 1) | 108             | 265             | 279             | 128           | 143           | 78            |
| Produktion                   | 35              | 25              | 19              | 185           | 319           | 330           |
| Dienstleistung               | 108             | 103             | 72              | 322           | 262           | 219           |

1) Betriebe mit Fläche in den Jahren 2010 und 1999

### Tourismus
Die Anzahl der Übernachtungen lag zwischen 2011 und 2019 bei jährlich 60.000 und ging im COVID-Jahr 2020 auf 55.000 zurück. Die Gemeinde hat 2 Saisonen, wobei die Sommersaison mit einer Spitze in Juli und August stärker ist.

### Verkehr
- Eisenbahn, Bus: Nach Einstellung der Gailtalbahn im Abschnitt Hermagor–Kötschach-Mauthen gibt es stündliche Busverbindungen nach Hermagor, wo Anschluss an die Schnellbahn nach Villach besteht (Stand 2021).[10] Hier kann in der Saison eine Draisine gemietet werden.[11]
- Straße: Die wichtigste Straßenverbindung ist die Gailtal Straße B111.
- Rad: Der Radweg R3 verläuft größtenteils entlang der Gail.[12]

## Politik

### Gemeinderat
Der Gemeinderat von Kirchbach hat 19 Mitglieder.
- Mit der Gemeinderatswahl 2015 hatte er folgende Zusammensetzung: 7 FPÖ, 6 ÖVP, 6 SPÖ[13]
- Seit der Gemeinderatswahl 2021 hat er folgende Zusammensetzung: 8 SPÖ, 5 ÖVP, 6 FPÖ[14]

### Bürgermeister
- 2009 bis 2021 Hermann Jantschgi (BZÖ, FPÖ)[15][16]
- seit 2021 Markus Salcher (SPÖ)[17]

### Wappen
Im Wappen von Kirchbach, das der Marktgemeinde am 22. April 1987 verliehen wurde, symbolisiert der Wellenbalken die Gail, das dreiblättrige Kleeblatt wurde dem Wappen des Schlosses Kirchbach entnommen und erinnert zudem an die drei 1973 vereinigten Vorgängergemeinden, und die hintere Schildhälfte mit den beiden waagrechten Fäden ist eine Anspielung auf die traditionelle örtliche bäuerliche Bauweise, bei der die Fugen der häufig dunkel gebeizten Blockhäuser mit Kalkmörtel verstrichen wurden. Die Farben Schwarz und Silber erinnert an das Wappen der Herren von Waidegg, das noch 1960 von der damals noch eigenständigen Gemeinde Waidegg übernommen wurde.
Die Blasonierung des Wappens lautet: „Im schräglinks durch einen silbernen Wellenbalken geteilten Schild oben in Grün ein silbernes Kleeblatt, unten schwarz durch silberne Fäden zweimal geteilt.“ Die Fahne ist Grün-Schwarz mit eingearbeitetem Wappen.

### Partnergemeinden
Partnergemeinden von Kirchbach sind:
- Paularo in Italien
- Gàrdony in Ungarn

## Persönlichkeiten

### Söhne und Töchter der Gemeinde
- Ferdinand von Findenigg (1798–1864), Gutsbesitzer und Politiker
- Jakob Ladstätter (1804–1875), Orgelbauer
- Franz Unterberger (1831–1900), Postmeister und Politiker
- Georg Essl I. (1861–1940), in Reisach geborener Kaufmann und Unternehmer
- Franz Unterberger (1870–1954), Bürgermeister in Feldkirch (Vorarlberg), Vorarlberger Landesrat, Landtagsabgeordneter und Nationalratsabgeordneter
- Karl Engel (1889–1985), Künstler
- Peter Feistritzer (1901–1947), Politiker (NSDAP)
- Josef Moser (* 1955), Jurist und Politiker
- Hermann Jantschgi (* 1964), Bürgermeister

### Mit der Gemeinde verbundene Persönlichkeiten
- Helmut Haas (* 1950), Bautechniker und Politiker (FPK, früher FPÖ bzw. BZÖ)
- Hubert Patterer (* 1962), Journalist